# 小林トシ江
小林 トシ江（こばやし としえ、1942年〈昭和17年〉11月27日 - ）は、日本の女優。旧芸名、小林トシエ。本名は小林利江。東京府出身。神田女学園中学校・高等学校卒業。特技は長唄。　プロダクション独立企画、劇団俳小に所属していた。

## 出演

### 映画
- 私が棄てた女（1969年）
- 青春の門（1975年） - セキ 役
- 神様のくれた赤ん坊（1979年） - 旅館の女中 役
- 夜叉ヶ池（1979年） - 村の女 役
- 地震列島（1980年） - 中年の女 役[3]
- 生きてるうちが花なのよ死んだらそれまでよ党宣言（1985年） - タケ子 役
- それから（1985年） - 髪結いの女 役
- 植村直己物語（1986年） - 修の妻 役
- 死の棘（1990年）
- エイジアン・ブルー 浮島丸サコン（1995年）
- 黒い家（1999年） - 橋本教諭 役
- 39 刑法第三十九条（1999年） - 精神病院の看護婦 役
- 海猫（2004年） - 産婆のタエ 役
- 着信アリ2（2005年） - 高淑梅 役
- 武士の家計簿（2010年） - 産婆 役
- 百年の時計（2013年） - 高橋千代美
- ねことじいちゃん （2019年)  - トメ 役

### テレビドラマ
- 連続テレビ小説（NHK）
  - 虹（1970年 - 1971年）
  - 澪つくし（1985年） ‐ 古川ひな 役
  - 君の名は（1991年 - 1992年） - 水沢フサ 役
  - ひまわり（1996年） - 平沢信子 役
- ポーラテレビ小説 （TBS）
  - アンラコロの歌（1972年）
  - 絹の家（1976年）
  - 白き牡丹に（1982年 - 1983年） - かな 役
- どっこい大作（1973年 - 1974年、NET）
- 雑居時代 第7話「夏代の家出!」（1973年、NTV） - 風早ゆき 役
- 気まぐれ天使 第30話「蒸発のブルース」（1977年、NTV） - キミコ 役
- ロボット110番 第16話 「大発明! バッテンメーター」（1977年、ANB)
- 3年B組金八先生 第1シリーズ（1979年、TBS） - 園田昌子 役
- 不毛地帯 （1979年、MBS） - 丸長桐江 役
- 熱中時代第2シリーズ 第32話「校長先生に弟がいた！」（1981年、NTV） - 母親・文代 役
- 立花登・青春手控え 第2話「女牢」（1982年、NHK）
- ザ・サスペンス （TBS）
  - 入試問題殺人事件（1982年）
  - 開き過ぎた扉（1983年）
- 木曜ゴールデンドラマ 仮の宿なるを（1983年11月10日、YTV） - 花江 役
- 妻そして女シリーズ・ああ嫁姑II 第11話「噂の嫁」（1985年、MBS）
- ライスカレー（1986年、CX）
- 北の国から `87初恋（1987年、CX）
- 北の海峡（1988年5月3日、NHK）- 留子 役
- 翔ぶが如く（1990年、NHK） - 枝加那 役
- 土曜ワイド劇場「美人外科医殺し」（1991年、ANB） - スナックのママ 役
- さすらい刑事旅情編IV 第18話「金曜日の暴行魔! 偽りの遺留品」（1992年、ANB）
- 戦国武士の有給休暇（1994年、NHK） - 農婦 役
- はぐれ刑事純情派 第8シリーズ 第19話「売上げ金強奪! ニセ警官の逆襲」（1995年、ANB）
- いのちの器（1998年、THK）
- 水曜ミステリー9「猪熊夫婦の駐在日誌3・絆」（2006年、TX）
- 土曜時代劇「まっつぐ〜鎌倉河岸捕物控〜」（2010年、NHK）

### その他の番組
- 一枚の写真（CX）